# Большая Поляна (Мордовия)
Большая Поляна — село, центр сельской администрации в Кадошкинском районе. Население — 735 чел. (2001), преобладают татары.
Расположено на р. Иссе, в 18 км от районного центра и железнодорожной станции Кадошкино.

## История
Появление татарского населения на южномордовских землях относится, по-видимому, к раннему средневековью. После нашествия монголо-татар на восточную Европу произошли значительные этнические перемещения, которые коснулись и мордовских земель. С юга и с юго-востока от мордвы жили половцы (кипчаки). Они вынуждены были уступить свое место пришельцам. Сами же они частично были истреблены, частично бежали на север и осели среди мордвы. Часть области, где осели буртасы, а затем половцы называлась мещерой. После Куликовской битвы юго-восточная часть мещеры добровольно вошла в часть Великого Московского княжества. С этого времени мордовские и татарские князья сделались вассалами московских князей. В ΧV веке этот процесс дошел до завершения. В духовной Ивана III (1504 г.) эта территория рассматривается уже как русская и все князья мещеры и татарские и мордовские служили московским князьям. Следовательно, завершение процесса вхождения поселенных мордовских земель в состав Российского государства относится к 1480 году, когда Русь окончательно сбросила с себя даннические отношения с Золотой Ордой. 
Мещера в конце ΧV века была заселена мордвой, татарами и русскими. Об этом свидетельствуют грамоты данные рязанским князьям московскими князьями. Крупным центром мещеры был Темников. Кроме него, в ΧV веке административными центрами в мещере были города Кадом и Кошков.  В ΧVI – ΧVII веках по реке Мокше значительными земельными угодьями владели татарские князья Кошаевы. Возможно, Кошков был центром ихнего владения. Мещера, как географическая область, в ΧIV - ΧV веках включала территорию по Мокше, от ее низовьев до Наровчатского городища. Вся западная часть современной Мордовии - это  территория мещеры. К мещере, по свидетельству летописей относились и области. Это промысловые районы мордвы, мокши и татар расположенные не только по реке Мокше, но и по рекам Суре, Цне и т.д.
Территория современного Кадошкинского района входила в мещеру,  и первоначально административным центром был Темников или Кошков. С ΧVI века эта территория до строительства Белгорода на Симбирской черте и Инсаре (1648) управлялась из Темникова. Поэтому, первые поселения, возникшие здесь, приписывались к Темникову. В ΧVI – ΧVII веках служилые татары получали жалования от царского правительства. Поэтому документы этого времени фиксируют совместное проживание в одних и тех же населенных пунктах татар и русских. В начале  ΧVII века, например, в Мордовии насчитывалось 26 русско-татарских населенных пунктов, которые в дальнейшем, в связи  с раздачей крепостных русских крестьян русским помещикам, обособились друг от друга.
Большая Поляна Кадошкинского района – село татарское. Но в ΧVII -  ΧVIII веках здесь проживало незначительное количество русского крепостного населения мурз Еналеевых. Впоследствии, в связи с припиской татар к лашманству и лишения их привилегий, русские крестьяне были розданы помещикам и вывезены из села. Таких случаев в истории бывшего Инсарского уезда было немало. Например, в селе Ускляй (ныне Рузаевского района) в прошлом веке жили русские и татары. Сейчас же оно стало русским населенным пунктом. В нынешнем татарском селе Урледим так же когда-то жили татары и русские.
В документах генерального межевания 1781 года появились новые названия населенных пунктов – Большие Нагорные Иссенские Полянки, Малые Енакиевы Полянки и Сакан Потьма. А в плане землепользования крестьян, изготовленном в 1912 году, они именуются снова несколько по-иному: Большие Полянки, Нагорные Полянки, Малые Полянки и Насакан Потьма. Общины каждого из этих населенных пунктов имели отдельные земельные наделы. Граница землепользования крестьян Больших Полянок проходила между этим селом и Экономическими Полянками. В распоряжении жителей имелось тогда 5232 десятины земли, в том числе 4774 – удобной. В конце ΧIΧ века здесь проходил один из четырех главных в уезде трактов – торговый путь из Инсара в Нижний Новгород, пролегавший через Адашево, Насакан Потьму, Старокорсаковский Майдан, Пушкино, Шувары и т.д.
В селе Большая Поляна до революции было 6 мечетей. Они принадлежали богачам Кильдеевым, Еналеевым, Капкаевым. Все жители мужского пола, достигшие 12 лет, должны были приходить молиться на непонятном арабском языке, и повторять все слова и мимику муллы: непослушных наказывали здесь же в мечети ивовыми прутьями или заставляли отца провинившегося, наказать их у себя дома.
Кроме этого в селе в конце ΧIΧ века помещиками были построены три татарских школы, где обучались 4 года, то есть четырехклассные. В 1910 году была построена школа для женщин. Обучение велось на родном языке по арифметике, письму, чтению (буквы были арабские), также изучали Коран (святую книгу), написанную на арабском языке. Ученики не понимали ее, поэтому их заставляли заучивать текст наизусть.
В селе происходили развлекательные кулачные бои, среди мужчин, обычно в предпраздничные и праздничные дни и праздники «Рамазан» и «Курбан байрам», так же в свободное от сельскохозяйственных работ время (зимой) – по пятницам. Бои происходили так: село Большие Полянки, истоки Иссы разделяют пополам, вот и дралась одна половина против другой половины. В основном бои начинались с закатом солнца и продолжались 2-3 часа. Строго соблюдались обычаи: 1. Лежачего не бить. 2. Не бить предметами. 3. Пьяных до участия в боях не допускали. За исходом боев следили старейшины села. За нарушение условий боев строго наказывали. Самых сильных в кулачных боях богатые люди угощали вином и хорошим кушаньем.Так развлекались крестьяне до революции, ибо блага культуры и просвещения для них были практически недоступны. Частная собственность расколола село на две социальные группы, с одной стороны – богатеи, с другой стороны – крестьяне и бедняки.
Большая Поляна и Насакан Потьма – одни из самых старейших населенных пунктов не только в Кадошкинском районе, но, видимо, и в Мордовии. Об этом свидетельствуют документы центрального государственного архива древних актов. Один из них датированный 1671 годом, проливает некоторый свет на историю деревни Насакан Потьма. В этом документе владельцами деревни Потьмы Инсарского уезда названы помещики - татары Момадей и Сафаралей Солтоналеевы. А досталось им это поместье после смерти родителей Маметки Байборисовича, Окбулатки Акжигитова и Тимролейки Бабакаева. К последним этот населенный пункт перешел по наследству тоже от родителей – Бибайки, Акжигитки и Байбориски. А до них Потьмой владел их отец темниковский мурза Енакай Енгиреев.
По документам переписи населения 1763 года так называемым «Ревизским сказкам», Большая Поляна называлась Иссенскими Полянками и проживало в них 30 русских семей. Принадлежало это поселение крещенному татарину Семену Сергеевичу Еналееву, а после его смерти – жене Прасковье Терентьевне и ее дочерям Марье и Авдотье. Этой семье тогда принадлежала и деревня Каменный Брод, ныне Иссенского района Пензенской области.
По результатам первой всеобщей переписи населения Российской империи 1897 года в селе Большая Поляна Инсарского уезда насчитывалось 637 лиц мужского пола и 792 человека женского пола. Всего насчитывалось 1429 человек.
По данным за 1880 год село Большая Поляна, деревня Нагорные Полянки, деревня Насакан Потьма входили в состав Сиалеевско-Майданской волости. Кроме них в волость входили: село Сиалеевский Майдан, деревня Новое Пшенево, село Старое Пшенево, село Унцеевский Майдан. В семи селениях было 11 общин, 9 сельских обществ, 1180 дворов. По ревизии мужского пола было 3263 человека. По семейным спискам 4003 жителя мужского пола и 3859 женского пола. В пределах волостной территории 4044 мужчин и 3918 женщин. Количество всей земли в пределах волости составляло 21500 десятин, пахотной 9962 десятины. Во владениях крестьянских обществ 15501 десятина всей земли и 9722 десятины пахотной земли. Во владениях частных лиц 78 десятин всей и 50 десятин пахотных земель. 101 десятина и 5818 десятин всей земли.
В селе Большая Поляна было 137 дворов, где проживало 1696 жителей, действовали школа и 3 мечети и одна лавка. В деревне Нагорные Полянки 27 дворов, 318 жителей, мечеть, школа и лавка. В деревне Насакан Потьма проживало 120 человек. Было 12 дворов, действовала мечеть. Из этих данных видно, что в среднем семья в этих населенных пунктах состояла более чес из 10 человек. Это больше, чем в русских и мордовских населенных пунктах.
В Больших Полянках до Великой Октябрьской социалистической революции сложилась весьма значительная группа богачей. Среди них наиболее влиятельными были Кильдеевы. В разных губерниях России они владели тысячами десятин земельных угодий. В частности, только в Инсарском уезде им принадлежало 1235 десятин лесных массивов. Самым крупным собственником был миллионер Усман Кильдеев. Он владел 3000 десятинами земли, рыбными промыслами в Астрахани, его промышленные предприятия находились не только в наших краях, но и в Сибири. Осенью 1917 года произошло выступление крестьян деревни Александровки стихийно завершившееся массовой рубкой леса и разгромом его имения. Другое имение братьев Кильдеевых вскоре разгромили сиалеевско-пятинские и казеевские крестьяне.Скот и инвентарь они увезли, часть сожгли. 
Рыбопромышленниками были так же Казанбаевы, Долотказины, Капкаевы. Асюк Долотказин и Тугушевы торговали мануфактурой. Юсуф Долотказин, Асаиновы были крупными предпринимателями по хлебопечению. Торхап Янбулатов, Умяр Мангутов, Мустафа Капкаев и другие являлись оптовыми скупщиками и продавцами скота и разных съестных припасов: мяса рыбы и прочего. Всего подобных семей насчитывалось около 20. Кроме них была значительной и кулацкая прослойка. Если к ним добавить 9 мулл и их помощников, тогда будет ясно, кому здесь принадлежали власть и земли.
Сельские кровопийцы жестоко эксплуатировали остальную часть населения. 60 процентов его были крестьянами-бедняками, из которых половина не имела ни лошадей, ни коров, а часто даже и семян для засева земельных наделов. Поэтому им приходилось отдавать свои участки за бесценок в аренду  местным кулакам. Сами же они уходили в дальние края на рыбные промыслы, работали в пекарнях, в штатах, ломовыми извозчиками.

## Население
| 2002 | 2010 |
| ---- | ---- |
| 678  | ↘533 |

Национальный состав
Согласно результатам переписи 2002 года, в национальной структуре населения татары составляли 96 %

## Религия
Мечети
- Мечеть

## Известные жители
Большая Поляна — родина офтальмолога С. Б. Еналеева, главы Лямбирского района К. А. Альмяшева.

## Источник
- Энциклопедия Мордовия, Т. И. Янгайкина.